# USS Bairoko (CVE-115)
«Баїроко» (англ. USS Bairoko (CVE-115)) — ескортний авіаносець США часів Другої світової війни типу «Комменсмент Бей».

## Історія створення
Авіаносець «Баїроко» був закладений 25 липня 1944 року на верфі «Todd Pacific Shipyards» у Такомі під назвою «Portage Bay», але пізніше перейменований на «Баїроко», на честь битви за порт Баїроко на островах Нью-Джорджія влітку 1943 року. Спущений на воду 25 січня 1945 року, вступив у стрій 16 липня 1945 року.

## Історія служби
Після вступу у стрій авіаносець «Баїроко» ніс службу на Тихому океані. У червні 1948 року брав участь у випробуваннях американської ядерної зброї на атолі Бікіні.
у квітні 1950 року корабель був виведений в резерв.
Коли розпочалась Корейська війна, у вересні 1950 року «Баїроко» знову був введений до складу флоту і залучений до бойових дій. Загалом авіаносець здійснив 3 походи до берегів Кореї (14.11.1950-15.08.1951, 01.12.1951-09.06.1952, 12.01-28.08.1953). Його літаки здійснювали протичовнове патрулювання, завдавали ударів по об'єктах транспортної мережі.
9 травня 1951 року на борту авіаносця стався вибух, внаслідок якого 5 чоловік загинуло, 13 було поранено.
За службу під час Корейської війни корабель був нагороджений трьома бойовими зірками.
Після закінчення війни корабель залишився у складі Тихоокеанського флоту США. У 1954 році брав участь у випробуваннях американської термоядерної зброї на атолі Еніветок у рамках операції «Касл Браво» (англ. Castle Bravo).
18 лютого 1955 року «Баїроко» був виведений у резерв. 7 травня 1959 року перекласифікований в авіатранспорт AKV-15.
1 квітня 1960 року корабель був виключений зі списків флоту і проданий на злам.